# Igreja da Anunciação da Mãe de Deus (São Paulo)
A Igreja da Anunciação da Mãe de Deus é um templo da Eparquia da Argentina e América do Sul da Igreja Ortodoxa Russa, localizado no Parque da Independência, São Paulo. De 1949 a 2013, os greco-católicos russos realizavam cultos no templo.